# Бергтхайм
Бергтхайм (нем. Bergtheim) — община в Германии, в земле Бавария.
Подчиняется административному округу Нижняя Франкония. Входит в состав района Вюрцбург и непосредственно подчиняется управлению административного сообщества Бергтхайм, являясь его центром.
По данным на 31 декабря 2015 года:
- территория —  2648,39 га;
- население —  3608 чел.;
- плотность населения —  136,23 чел./км²;
- землеобеспеченность с учётом внутренних вод —  7340,33 м²/чел.

## Население
По оценке на 31 декабря 2015 года население общины Бергтхайм составляет 3608 чел. 

| Дата      | 1840 | 1871 | 1900 | 1925 | 1939 | 1950 | 1961 | 1970 | 1987 | 2011 |
| --------- | ---- | ---- | ---- | ---- | ---- | ---- | ---- | ---- | ---- | ---- |
| Население | 1402 | 1611 | 1691 | 1851 | 1971 | 2772 | 2375 | 2543 | 2874 | 3520 |

| Год       | 1960 | 1970 | 1980 | 1990 | 2000 | 2009 | 2010 | 2011 | 2012 | 2013 | 2014 | 2015 |
| --------- | ---- | ---- | ---- | ---- | ---- | ---- | ---- | ---- | ---- | ---- | ---- | ---- |
| Население | 2402 | 2527 | 2589 | 3043 | 3391 | 3433 | 3447 | 3468 | 3477 | 3540 | 3578 | 3608 |